# Luke Sutherland
Luke Sutherland (ur. 1971 na Orkadach) – szkocki muzyk, członek kilku zespołów, znany ze współpracy z zespołem Mogwai (jako muzyk sesyjny). Jest również pisarzem.

## Życiorys i twórczość
Luke Sutherland urodził się i wychowywał na Orkadach, a później w Blairgowrie. W 1994 roku, będąc studentem University of Glasgow założył zespół Long Fin Killie, z którym nagrał trzy albumy: Houdini (1995), Valentino (1996) i Amelia (1998). Sutherland był główną postacią w zespole – wokalistą i multiinstrumentalistą, grającym na skrzypcach i gitarze. Pisał również teksty, niemal zawsze prowokacyjne, podejmujące, z literackim akcentem, temat homofobii i rasizmu. Long Fin Killie zdobył pewną popularność koncertując z takimi zespołami jak Throwing Muses, Pere Ubu i Medicine. Z powodu nieporozumień związanych z wytwórnią zakończył działalność krótko po wydaniu swojego ostatniego albumu w 1998 roku, a Sutherland założył swój kolejny zespół, Bows. W tym samym roku opublikował swoją debiutancką powieść, Jelly Roll, nominowaną do nagrody Whitbread Book Awards oraz sfilmowaną przez Channel 4. Również tym samym roku Sutherland zadebiutował jako muzyk sesyjny Mogwai, uczestnicząc w realizacji EP-ki No Education = No Future (Fuck the Curfew) (zagrał na skrzypcach w utworze „Christmas Steps”). Utwór ten znalazł się następnie na wydanym rok później albumie Come On Die Young. 
Bows zadebiutował w 1999 roku singlem „Big Wings”, po którym wydał kolejny singiel „Blush” i debiutancki album, również zatytułowany Blush.
W 2000 roku Sutherland wydał swoją kolejną powieść, Sweet Meat. Jego trzecia powieść, Venus As A Boy (z 2004 roku) traktuje obszernie o jego dzieciństwie, spędzonym na Orkadach, gdzie był jedynym Szkotem pochodzenia afrykańskiego. Również w 2004 roku założył zespół Music A.M., a pod koniec II dekady XXI wieku – kolejny, Rev Magnetic.
W 2015 roku uczestniczył jako dodatkowy muzyk w koncertach Mogwai, ponieważ jeden z jego członków, John Cummings zdecydował się opuścić zespół, aby realizować własne projekty muzyczne.

## Dyskografia

### Z Long Fin Killie
Lista według Discogs:
- Houdini (1995)
- Valentino (1996)
- Amelia (1998)

### Z Bows
Lista według Discogs:
- Blush (1999)
- Cassidy (2001)

### Z Music A.M.
Lista według Discogs:
- A Heart & Two Stars (2004)
- My City Glittered Like A Breaking Wave (2005)
- Unwound From The Wood (2006)

### Z Rev Magnetic
- Versus Universe (2019)[8]

### Współpraca z Mogwai
- singiel „My Father My King” (2001, skrzypce)[13]
- album  Hardcore Will Never Die, But You Will (2011, skrzypce w „White Noise”, „Mexican Grand Prix” i „Too Raging To Cheers”, dodatkowa gitara w „Rano Pano”)[14]
- EP Earth Division (2011, skrzypce w „Hound Of Winter”)[15]
- album Atomic (2016, skrzypce w „Are You A Dancer?”)[16]

### Współpraca z innymi artystami
- Jomi Massage
- Speaker Bite Me
- RM Hubbert
- Lucrecia
- Lidh[17]

## Książki
- Jelly Roll (1998)
- Sweet Meat (2002)
- Venus as a Boy (2004)[a]